# Köniz
Köniz ([ˈkøːnɪt͡s]) es una ciudad y comuna suiza del cantón de Berna, situada en el distrito administrativo de Berna-Mittelland. La ciudad se encuentra al sur de la ciudad de Berna y hace parte de su área metropolitana. Köniz es la cuarta comuna más poblada del cantón de Berna y undécima ciudad de Suiza.

## Geografía
La ciudad tiene un área de 51 km², se encuentra situada en la región de la meseta suiza, es bañada por el río Aar, el Sense y el Schwarzwasser. La comuna limita al norte con la ciudad de Berna, al este con Muri bei Bern, Kehrsatz y Wald, al sur con Oberbalm y Schwarzenburg, al oeste con Ueberstorf (FR) y Neuenegg.
Hasta el 31 de diciembre de 2009 situada en el distrito de Berna.

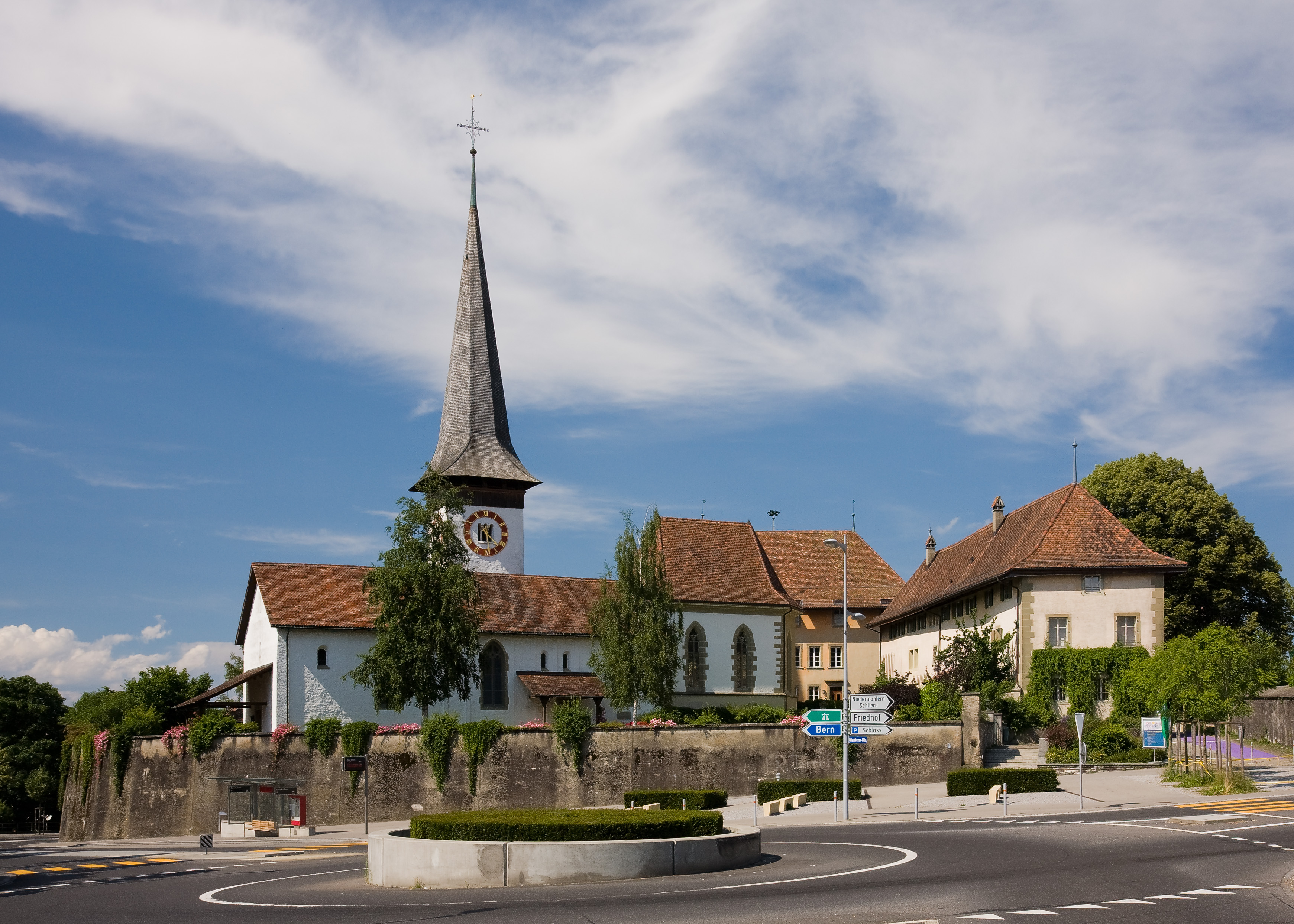
La iglesia protestante y el castillo de Köniz.

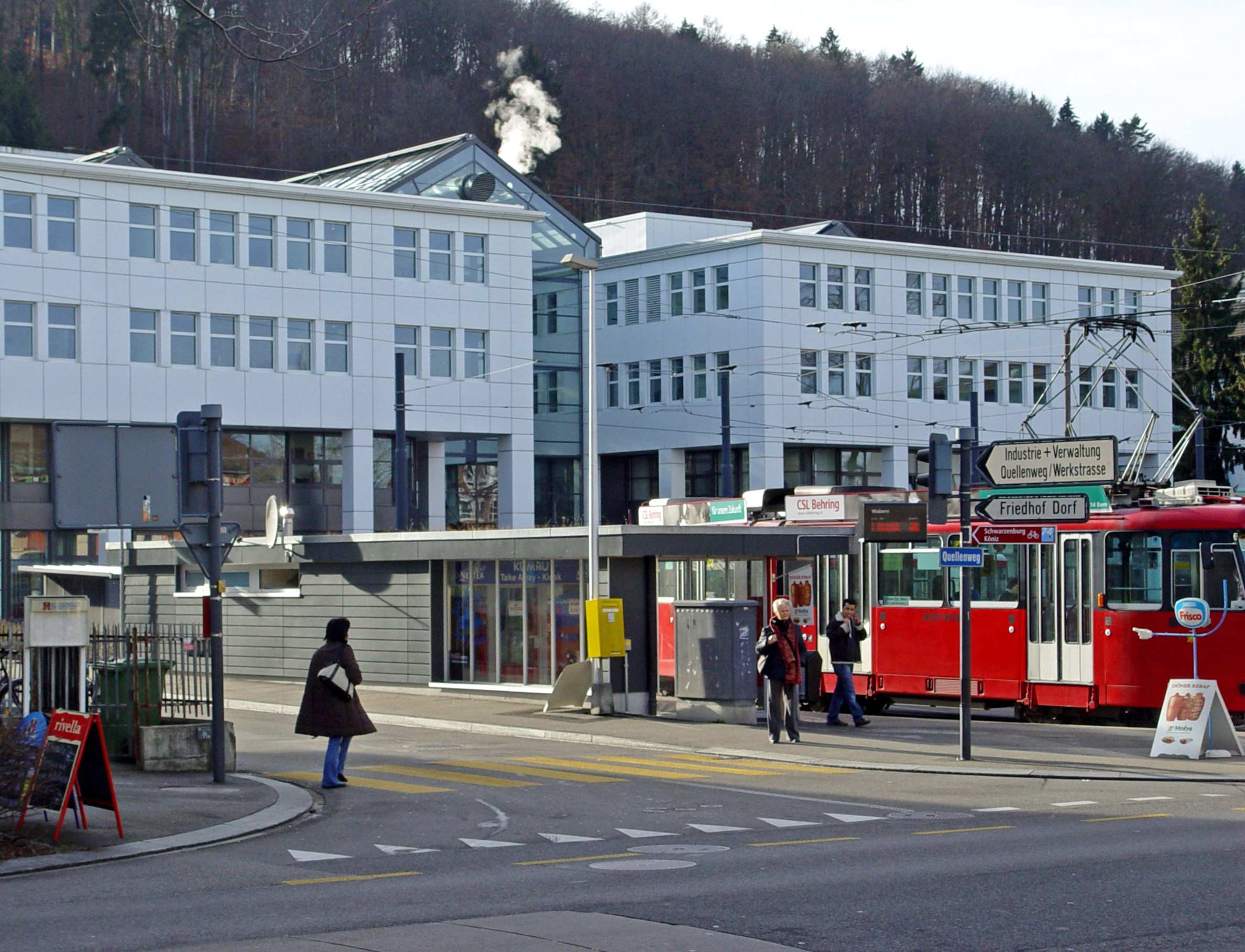
Oficina Federal de Migración, Wabern.

## Localidades de la Comuna
La comuna de Köniz, cuenta con las siguientes localidades: (diciembre de 2003):
| Pueblo        | Habitantes |
| Köniz         | 6.925      |
| Wabern        | 6.422      |
| Liebefeld     | 4.908      |
| Spiegel       | 4.506      |
| Schliern      | 4.102      |
| Niederscherli | 2.273      |
| Niederwangen  | 1.616      |
| Oberwangen    | 1.085      |
| Schwanden     | 987        |
| Thörishaus    | 920        |
| Mittelhäusern | 910        |
| Ried          | 825        |
| Gasel         | 778        |
| Oberscherli   | 491        |
| Hahlen        | 300        |
| Liebewil      | 155        |
| Moos          | 115        |
| Ulmiz         | 98         |
| Mengestorf    | 96         |
| Oberried      | 95         |
| Schlatt       | 85         |
| Herzwil       | 63         |
| Total         | 37.955     |

## Ciudades hermanadas
- Prijepolje, Serbia.